# Rurale idylle

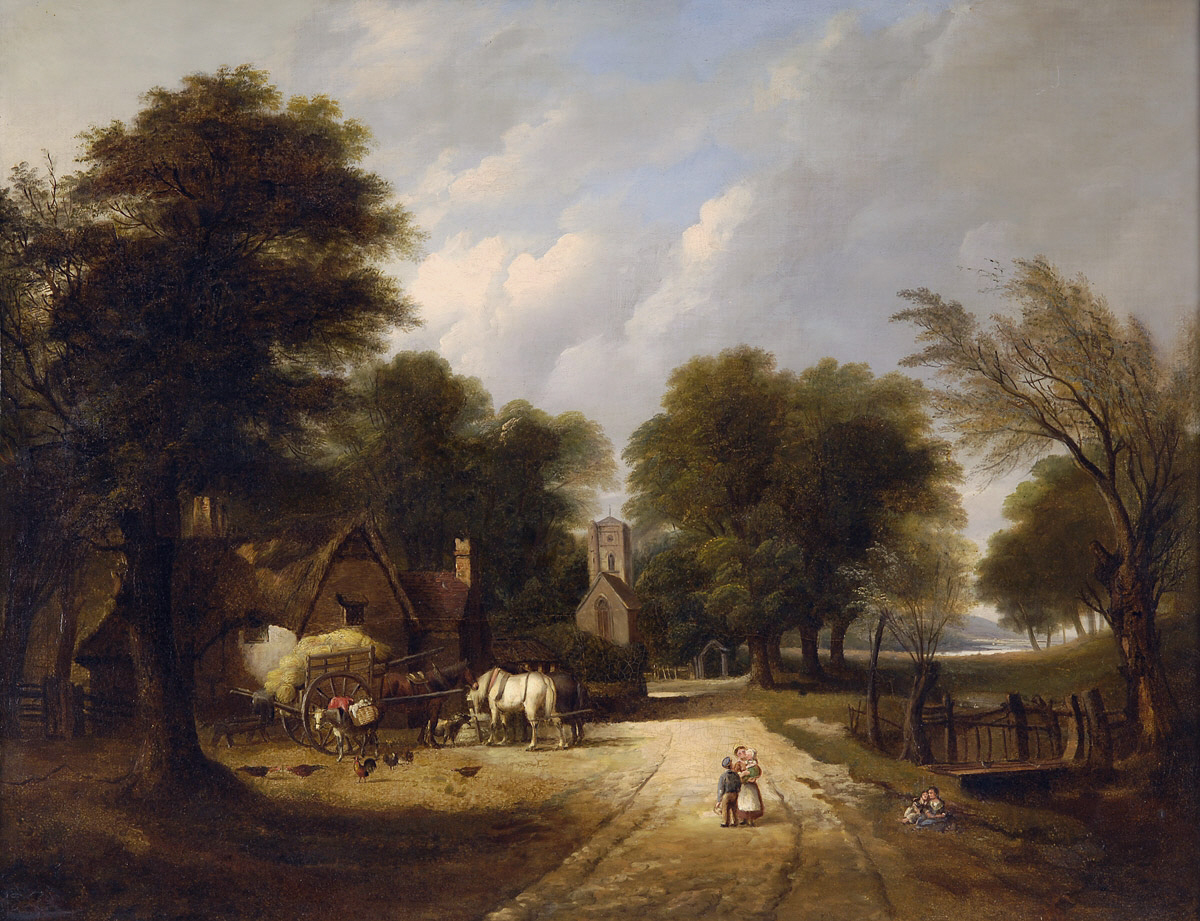
Rurale idylle

Rurale idylle is een begrip uit het Toerisme en Geografie. Het verwijst naar nostalgische beelden uit het verleden. Het is een romantisch visie op een zuivere, eenvoudige manier van het leven dicht bij de natuur en ver van de stad. Het platteland wordt in deze visie gezien als een gebied met traditionele waarden waarin het gemeenschapsleven en de familiebanden een belangrijke rol spelen. De rurale idylle vormt een contrast met de hectiek van het moderne stedelijke leven. De cultuurgeograaf John Short (1991) omschrijft de 'rurale idylle' als volgt: a less-hurried lifestyle where people have a place and an authentic role. The countryside has become the refuge from modernity.
Ondanks die romantische gevoelens, die men tegenwoordig heeft voor het leven op het platteland is het beeld van de rurale idylle een cliché. De rurale idylle is een combinatie van mythe en werkelijkheid die mede tot stand is gekomen door de massamedia.
De huidige visie van het platteland verschilt echt pontificaal van het verleden. Toen was het platteland juist een onbeschermde plaats waar het leven een ontbering is. Dat men tegenwoordig zo positief beeld van het platteland heeft is op zich niet vreemd, gezien de korte geschiedenis van de verstedelijking. De band met het plattelandse verleden is men nog niet kwijtgeraakt.
Volgens geografen en cultuurwetenschappers speelt de rurale idylle een belangrijke rol in de keuze voor migratie naar het platteland. De woonconsumenten gedragen zich namelijk niet op basis van 'de werkelijkheid' maar op basis van hun beeld, interpretatie of mentale constructie van de werkelijkheid. Beelden van platteland vormen dus een informatiebron die resulteert in de rurale idylle.